# José Luis Munguía
José Luis Munguía Linares (Chalchuapa, 1959. október 28.  – San Salvador, 1985. március 24.) salvadori válogatott labdarúgókapus.
Autóbalesetben hunyt el 1985-ben, 25 éves korában.

## Pályafutása

### Klubcsapatban
1977 és 1985 között a FAS játékosa volt, melynek tagjaként négy salvadori bajnoki címet (1978, 1979, 1981, 1984) szerzett és 1979-ban megnyerte a CONCACAF-bajnokok kupáját.

### A válogatottban
1979 és 1985 között szerepelt a salvadori válogatottban. Részt vett az 1982-es világbajnokságon, de nem lépett pályára egyetlen csoportmérkőzésen sem.

## Sikerei
CD FAS
- Salvadori bajnok (4): 1977–78, 1978–79, 1981, 1984
- CONCACAF-bajnokok kupája (1): 1979